# Графстром
Графстром (нидерл. Graafstroom) — бывшая община в провинции Южная Голландия (Нидерланды). С 1 января 2013 года объединена с общинами Лисвелд и Ньив-Леккерланд в новую общину Моленвард.

## Состав
В общину входили коммуны Блескенсграф-эн-Хофвеген, Брандвейк, Гаудриан, Моленарсграф, Оттоланд, Ауд-Алблас и Вейнгарден.